# Portones de Hierro y Campodónico
Portones de Hierro y Campodónico és una zona rural poblada i un suburbi de la ciutat de Bella Unión, al departament d'Artigas, Uruguai. Forma l'extrem nord-oest de la ciutat, i limita amb el suburbi de Coronado a l'oest, i amb el Brasil a l'est, separat pel riu Cuareim-Quaraí.

## Població
Segons les dades del cens de 2004, Portones de Hierro y Campodónico tenia una població aproximada de 404 habitants.
| Any  | Població |
| ---- | -------- |
| 1963 | 322      |
| 1975 | 575      |
| 1985 | 533      |
| 1996 | 396      |
| 2004 | 404      |
| 2011 | 323      |